# The Sims: Hot Date
«The Sims: Hot Date» — третє доповнення до комп'ютерної гри жанру симулятору життя The Sims. Розроблене студією Maxis, видане компанією Electronic Arts. Доповнення отримало позитивні рецензії від критиків. Додає до базової гри «The Sims» новий район, нові речі та функціональності. «Hot Date» послугувало натхненням у створені доповнень «The Sims 2: Nightlife» та «The Sims 3: Late Night».

## Ігровий процес
На додаток до великої кількості нових об'єктів для дому сімів, «Hot Date» вніс новий район під назвою центр міста СімСіті, який можна відвідати, поїхавши туди на таксі. Там знаходяться магазини одягу та подарунків, ресторани, області для пікніків, ставок з качками й нічні клуби. Сім також може запросити свою дівчину/хлопця на побачення в центр міста.
Весь час, який сіми провели поза будинком не зберігається, але речі, що були придбані та стосунки, які були заведені зберігаються. Це зробило можливим працювати та підтримувати багато стосунків. Поза місцем проживання сім не може померти; тобто, якщо він буде дуже голодним, то помре тільки коли приїде додому.

## Рецензії
Критики назвали «Hot Date» найбільш значним доповненням для «The Sims» і схвалили додачу нового району.
Агрегатор GameRankings дав доповненню 86%, Metacritic — 85%. The Armchair Empire дав грі оцінку у 9,2 із 10, кажучи, що «Тоді як «Living Large» та «House Party були скоріше поліпшеннями оригіналу, «Hot Date» повністю реконструктуювало геймплей, дозволяючи приділяти більше уваги соціальним та романтичним стосункам, а також вперше дозволяючи вийти за межі сімового будинку.»
| Агрегатор    | Оцінка |
| ------------ | ------ |
| GameRankings | 78%    |
| Metacritic   | 82%    |

| Видання  | Оцінка    |
| -------- | --------- |
| AllGame  | [ 4 ]     |
| GameSpot | 8.8 of 10 |
| GameSpy  | 87 of 100 |
| GameZone | 8 of 10   |
| IGN      | 8.4 of 10 |